# Ad-Dadżadż
Ad-Dadżadż (arab. الدجاج) – wieś w Syrii, w muhafazie Idlib. W 2004 roku liczyła 483 mieszkańców.